# Castelnau-Durban
Castelnau-Durban (Okzitanisch: Castèthnau de Durban) ist eine französische Gemeinde mit 458 Einwohnern (Stand: 1. Januar 2022) im Département Ariège in der Region Okzitanien; sie gehört zum Arrondissement Saint-Girons, zum Gemeindeverband Couserans-Pyrénées und zum Kanton Couserans Est. Die Einwohner werden Castelnau-Durbannais/Castelnau-Durbannaises genannt.

## Geografie
Castelnau-Durban liegt rund 68 Kilometer südlich der Stadt Toulouse im Westen des Départements Ariège. Die Gemeinde besteht aus dem Dorf Castelnau-Durban (bis 1789 Castelnau de Durban), mehreren Weilern und Streusiedlungen sowie Einzelgehöften. Das Dorf liegt am Fluss Artillac. Castelnau-Durban liegt innerhalb des Regionalen Naturparks Pyrénées Ariégeoises. Weite Teile der Gemeinde sind Bergland und bewaldet. Der höchster Punkt ist nahe beim Serre Nère im Süden der Gemeinde. Die D117 von Foix nach Tarbes verläuft durch die Gemeinde.
Umgeben wird Castelnau-Durban von den Nachbargemeinden Montseron und Durban-sur-Arize im Norden, La Bastide-de-Sérou im Nordosten, Esplas-de-Sérou im Südosten und Süden sowie Rimont im Westen.

## Geschichte
Im Jahr 1228 wird in einem Dokument ein Schloss erwähnt. Im Mittelalter war Castelnau-Durban Teil der Grafschaft Foix. Im Jahr 1562 kam es zu einem Scharmützel während der Religionskriege, das einige Tote zur Folge hatte. Am 22. August 1944 ergaben sich in Castelnau-Durban 1542 Angehörige der Wehrmacht und gingen in Gefangenschaft. Die Gemeinde gehörte von 1793 bis 1801 zum District Saint-Girons. Zudem war Castelnau-Durban von 1793 bis 1801 im Kanton Rimont und von 1801 bis 2015 innerhalb des Kantons Saint-Girons. Die Gemeinde ist seit 1801 dem Arrondissement Saint-Girons zugeteilt. Die heutige Ausdehnung erreichte Castelnau-Durban im Jahr 1826 mit der Vereinigung von Castelnau-Durban und Cert.

### Bevölkerungsentwicklung
| Jahr                       | 1962 | 1968 | 1975 | 1982 | 1990 | 1999 | 2006 | 2019 |
| Einwohner                  | 593  | 550  | 522  | 479  | 437  | 423  | 416  | 453  |
| Quellen: Cassini und INSEE |      |      |      |      |      |      |      |      |

## Sehenswürdigkeiten
- Kirche Saint-Michel aus dem Jahr 1830 im Dorfzentrum
- Friedhofskapelle Saint-Michel aus dem 13. Jahrhundert (ursprünglich die Dorfkirche)
- Denkmal für die Gefallenen[1]
- Ruine des Schlosses aus dem 13. Jahrhundert
- Molkerei für Eselsmilch
- Platanenallee aus 250 Bäumen
- Erinnerungsstele für den Kampf der Résistance